# Verschure & Co.'s Scheepswerf en Machinefabriek

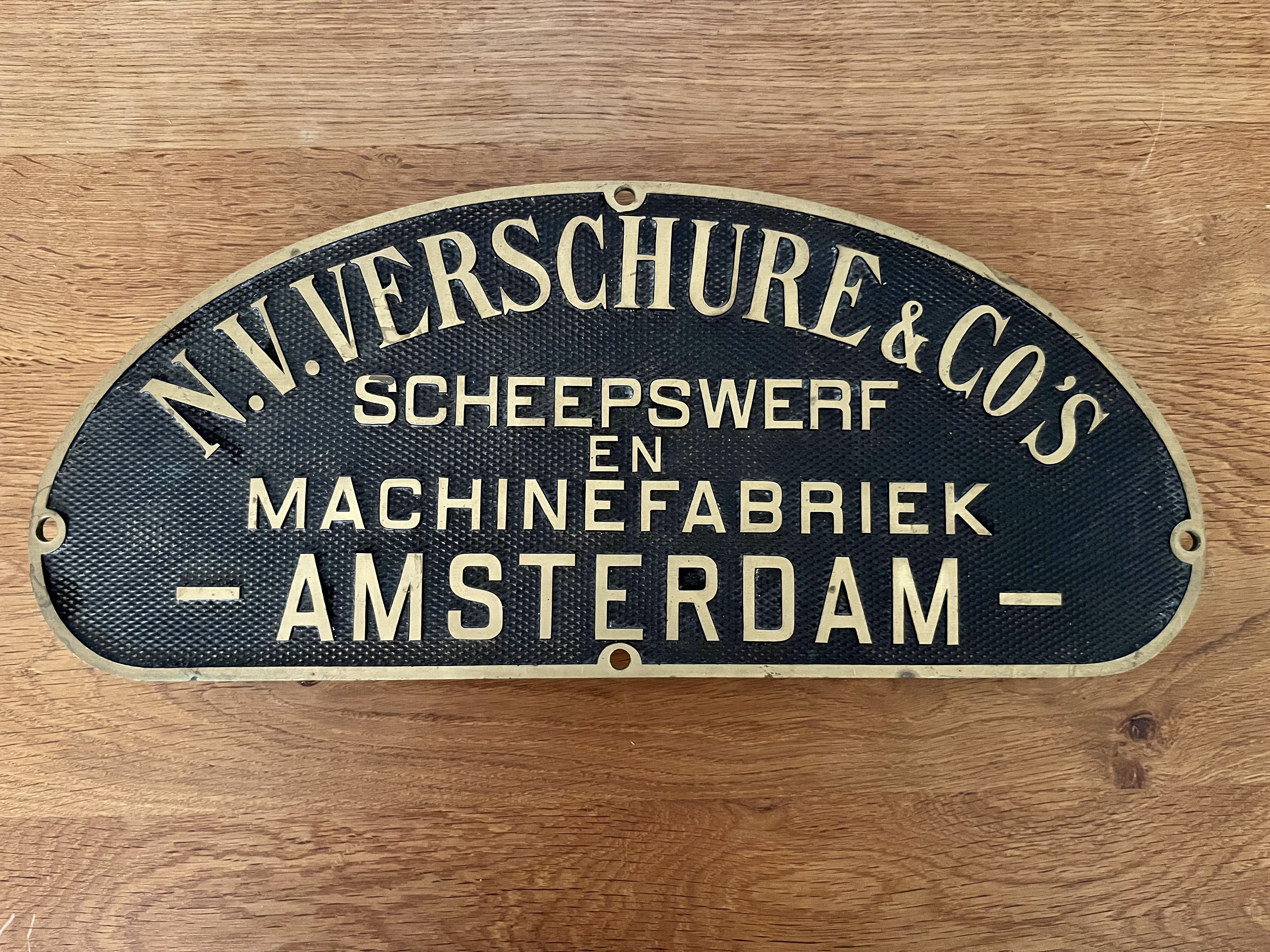
Naamplaat zoals gebruikt in machinekamer graanelevator IGMA

N.V. Verschure & Co.'s Scheepswerf en Machinefabriek was een werf met machinefabriek te Amsterdam.

## Oorsprong
De beurtvaartrederij Verschure & Co. nam begin 20ste eeuw in het Oosterdok een eigen drijvende reparatiewerkplaats - een omgevormde raderboot, de Stad Zwolle - in gebruik, in 1908 gevolgd door een eigen werf op een erfpachtterrein in Amsterdam-Noord, aan de Meeuwenlaan en het latere Motorkanaal. Ook deze was in eerste instantie bedoeld voor reparatie aan eigen schepen. De werf was ook succesvol bij werk voor derden en bouwde ten slotte in 1912 ook de eerste schepen, voor eigen rekening. Na vijf jaar, in 1913, volgde dan ook de voortzetting in een aparte NV, met een maatschappelijk kapitaal van f 300.000 (waarvan de helft geplaatst). Directeur werd ing. A.J.M. (Ton) Verschure. Het bedrijfscomplex was meteen voorzien van een elektrische licht- en krachtinstallatie. In 1915/16 volgde de stichting van een nieuwe werf aan het Johan van Hasseltkanaal met twee scheepshellingen. Daarbij verrees in 1918 een nieuwe ketelmakerij annex smederij. De inrichting werd in 1919 voorlopig gecompleteerd met een drijvend droogdok, gekocht in Duitsland waar het eerder dienstdeed voor onderzeeboten. 

## Ups-and-downs
De inhaalvraag na de Eerste Wereldoorlog leidde tot een tijdelijke opleving: in 1920 werkten er wel een 900 man. Van 1922 tot 1924 waren magere jaren waarin verlies werd geleden en het personeelsbestand terugliep tot een 300 man. Belangrijk was de order in 1923 voor de eerste twee tinbaggermolens, wat een van de specialiteiten werd. Een andere specialisatie, vanaf het begin, waren graanelevatoren. De jaren dertig betekenden de eerste jaren een forse terugloop, met als dieptepunt 1934 met een personeelsbezetting van 240 man. Daarna wist Verschure goed te overleven mede door levering van baggermaterieel voor de Zuiderzeewerken.

## Samenwerking, kop onder
In 1943 volgde de oprichting van de Koninklijke IHC, waarin zes in baggermaterieel gespecialiseerde werven waaronder Verschure gingen samenwerken. In oktober 1944 vernielde de bezetter de werf en outillage bijna geheel, inclusief dok, drijvende bok en kraan. Maar begin november 1946 liep de eerste naoorlogse tinbaggermolen van stapel. Zoals bij veel Nederlandse werven waren de eerste naoorlogse decennia een van groei en voorspoed. Vanwege de beperkte uitbreidingsmogelijkheden ter plaatse werd in 1951 de machinefabriek DMN te Noordwijkerhout opgericht. De in 1949 opgerichte Oranjewerf kwam in 1952 deels in handen van Verschure die het beheer overnam en in 1959 het gehele eigendom verwierf. In 1954 had Verschure 1100 mensen in dienst, in 1958 werd een tweede drijvend droogdok geïnstalleerd. 
Verschure ging in 1965 als een van de vijf van de zes deelnemers van de IHC op in een Holding, in 1971 volgde een volledige fusie tot IHC Holland NV. Dit fusiebedrijf kreeg te kampen met de crisis in de Europese scheepsbouw en sloot eerst de werf te Schiedam. In 1989 werden de inventaris van de machinefabriek en het droogdok overgebracht naar de Oranjewerf, het terrein met opstallen werd verkocht aan de gemeente Amsterdam. 